# 愛と勇気のラブレイブ
愛と勇気のLOBRAVE（ラブレイブ）は、日本の男性ヒーロー&ボーカルグループ。2011年、勘違いヒーローLOBRAVEとして活動を開始。2022年のミニアルバム『LOBRAVE』で、クラウンレコードよりメジャーCDデビューした。音楽プロデューサーは、一木弘行である。

## 概要
愛と勇気のラブレイブ（LOBRAVE）は、2011年に結成された日本の“サムライヒーロー型”音楽ユニット。
創設メンバーのゼウスとアポロンによってスタートし、テーマソング「ラブレイブ」を皮切りに「勘違い野郎のバラード」「ラブレイブ音頭」など多数の代表曲をリリース。福岡市の文化エンターテイメント支援事業に選出された「太陽の色〜Rainbow Children」など、地域と連携した作品も展開。
ユニット名に込められた「すべての人が誰かのヒーローになれる」という理念を胸に、音楽・映像・イベント出演を通じて愛と勇気のメッセージを発信し続けている。
2025年にはASEAN横断バイクチャリティーツアー「BE a HERO – Ride & Live Tour 2025」を発表し、子どもや障がい者など支援を目的とした現地ライブを予定している。

## 名前の由来

### LOBRAVE
『愛(LOVE)』と『勇気(BRAVE)』。この2つの言葉を足した造語で『愛と勇気のラブレイブ（LOBRAVE）』と命名。

## ラブレイブマフラー（草薙剣）
ヒーローマフラー製造工場（福祉施設）にて全行程手作業で製作。風がなくてもはためくマフラーが、ラブレイブのトレードマーク。完成後は熱田神宮にて祈祷するため『草薙の剣』とも呼ばれている。
LIVEトークなどによると、中に入ってる金属はこの時に『アクシオン（未発見の素粒子）』に変換され、ヒーローの意思によって形状や硬度を変えることができるパフォーマンスや活動上の設定がある。マフラーは赤・青・黄。それぞれ空・海・大地のエネルギーを表している。

## ディスコグラフィー

### ラブレイブ
ラブレイブのテーマソング。HERO会議を行い、みんなの「熱い言葉」を集め、紡ぎ作詞したもの。2009年11月幻版リリース、2019年12月25日全世界同時配信。正規版は2022年5月25日クラウンレコードよりCDリリース。

### 勘違い野郎のバラード
ラブレイブのエンディングテーマソング。愛する人のために頑張る男たちのセンチメンタルソング。2009年11月幻版リリース、2020年02月02日全世界同時配信。正規版は2022年5月25日クラウンレコードよりCDリリース。

### ラブレイブ音頭
キン肉マン、アラレちゃん、ドラえもんなど、国民的アニメでは夏に必ず登場する音頭を、国民的ヒーローとしてリリース。2011年11月幻版を、正規版は2022年5月25日クラウンレコードよりCDリリース。

#### 太陽の色〜Rainbow Children〜
何万年も受け継がれてきた命。その多くの命に捧げる愛の歌。2020年5月9日全世界同時配信。2020年福岡市文化エンターテイメント支援事業に認定される。正規版は2022年5月25日クラウンレコードよりCDリリース。

### サイアイの花
生まれる前から約束してきたはずなのに、すれ違いの人生を歩んできた二人。「待たせてゴメンね」どの時代でもいつもそばに咲いていたのは【サイアイ】と呼ぶ花だった。2021年5月9日全世界同時配信。正規版は2022年5月25日クラウンレコードよりCDリリース。

### はなしはんぶんラプソディ
「オオカミ少年？」「大風呂敷？」「はなしはんぶん？」無難な人生なんて興味なし。当たって砕けて前に進む。失敗したらチャンス到来！全ては愛でできている。2022年5月25日クラウンレコードよりCDリリース。

## ラジオ番組
国立FM放送「ラブレイブの勘違いだっていいじゃないか！」パーソナリティ西園寺の「この番組は、勘違いヒーローラブレイブの2人が突如国立FMに降り立ち、勘違いっぷりを撒き散らすというどうでも良いコンセプトで始まった番組です」で始まる。ラブレイブ初のラジオ冠番組。2012年/全21回放送。